# Ресурсен учител
Ресурсен учител е специалист (специален педагог, логопед, психолог, слухово-речеви рехабилитатор, учител на деца с нарушено зрение), който работи с деца със специални образователни потребности (СОП) на територията на общообразователните училища и детски градини, подкрепя приобщаването на децата и учениците със СОП.

## Функции
Има специализирани ресурсни учители, които имат специално образование в сферата на някоя конкретна група обучителни затруднения:
- участват в екипите в училищата, които изготвят индивидуални програми за всяко дете или ученик със специални образователни потребности;
- участват в адаптирането на учебните материали според индивидуалните потребности на децата;
- могат да подпомагат деца в клас или групата, както и допълни занимания в ресурсните кабинети;
- използват различни ниско и високо технологични решения и помощници в своята работа, за да подкрепят максимално обучението на децата със специални образователни потребности;
- работят и с родителите на децата;
- не работят самостоятелно, а винаги в екип с общообразователните учители, психолози, логопеди и други специалисти според потребностите на децата;
- не са помощник-учители или лични асистенти.

Ресурсните учители в България се назначават от 28-те ресурсни центрове в страната. Ресурсните центрове са специализирани звена към Министерството на образованието и науката, които съдействат за въвеждане на приобщаващо образование. Най-големият ресурсен център в страната е Ресурсен Център София - град. Той осигурява интегрирано обучение на 1530 деца, с които работят над 210 ресурсни специалисти от центъра.
Общо в България работят над 1500 ресурсни специалисти.